# 致穎
致穎（ちえい、Musquiqui Chihying、ムスクィーキ・ジーイング）は台湾のアーティストであり、実験的なビデオディレクターでもあり、現在台北とベルリンに住んでいます。彼の作品は、トランスモダニティ、ポストコロニアルなアイデンティティ、グローバルサウスにおける現代の映像技術などの問題に焦点を当てています。音、音楽、ダイナミックな映像を多用し、独自の物語性豊かな語彙を構築しており、人間の存在と生態環境との関係を別の視点から考察し、現代社会の主観に関する映像研究手法の開発に取り組んでいます。 近年、彼の作品には、アフリカ、アジア、アフラシア海（Afrasian Sea）における民族的および技術的交流の特異な歴史的状況を論じたものが多く見られます。

## 経歴
ムスクィーキ・ジーイングの作品は、ブリュッセルのWIELS、ソウルのアート・ソンジェ・センター、パリのポンピドゥー・センター、上海当代美術博物館、北京のUCCAユーレンス現代芸術センター、台北のMoCA現代美術館など、多くの国際美術機関で展示されています。台北市立美術館でも展示実績があります。また、彼の映画作品は、東京の映画祭イメージフォーラム・フェスティバル、スイスのロカルノ映画祭、ドイツのベルリン国際映画祭、オランダのロッテルダム映画祭、台北金馬映画祭、台北映画祭など、様々な映画祭で上映されています。 2023年には台湾のホン財団から東涌賞を受賞しました。2019年にはスペインのハン・ネフケンス財団とジョアン・ミロ財団からLOOPビデオアート賞を受賞し、同年、ドイツのベルリン芸術賞にもノミネートされました。彼は台湾のアートグループ、Fuxinghen Studio（復興漢工作室）のメンバーであり、メディアテクノロジーとイメージポリティクスの研究に重点を置いたイメージアンドサウンド研究所（RLIS）のリーダーでもあります。